# Causa effetto
Causa effetto è un singolo della cantante Italiana Giusy Ferreri, pubblicato il 24 giugno 2022 come quarto estratto dal sesto album in studio Cortometraggi.

## Video musicale
Il video è stato reso disponibile il 1º luglio 2022 attraverso il canale YouTube della cantante.